# 法隆寺インターチェンジ
法隆寺インターチェンジ（ほうりゅうじインターチェンジ）は、奈良県北葛城郡河合町の西名阪自動車道上にあるインターチェンジ。大和高田市の最寄りインターチェンジのひとつである。

## 道路
- E25 西名阪自動車道（4番）

## 料金所

### 天理方面
均一区間のためなし。出口のICまたは天理本線料金所での支払いとなる。

### 松原方面
入口
- ブース：2
  - ETC専用：1
  - 一般：1

出口
- ブース：2
  - ETC専用：1
  - 一般：1

## 接続する道路
- 奈良県道5号大和高田斑鳩線

## 周辺
- 法隆寺
- 法隆寺国際高等学校
- JR大和路線 法隆寺駅
- 馬見丘陵公園

## 隣
E25 西名阪自動車道
(3) 香芝IC - (4) 法隆寺IC - (4-1) 大和まほろばSIC - (4-2) 郡山下ツ道JCT - (5) 郡山IC